# Ноак, Уте
Уте Ноак (нем. Ute Noack; 27 декабря 1961 года, Аннаберг-Буххольц) — восточногерманская лыжница, призёрка чемпионата мира.

## Карьера
В Кубке мира Ноак дебютировала в 1983 году, в феврале того же года впервые попала в десятку лучших в индивидуальной гонке на этапе Кубка мира. Всего в личных гонках имеет на своём счету 9 попаданий в десятку лучших на этапах Кубка мира. Лучшим достижением Ноак в общем итоговом зачёте Кубка мира является 6-е место в сезоне 1984/85.
На Олимпийских играх 1984 года в Сараево заняла 15-е место в гонке на 10 км классическим стилем, 8-е место в гонке на 5 км свободным стилем, 18-е место в гонке на 20 км классическим стилем и 8-е место в эстафете.
На чемпионате мира 1985 года в Зефельде завоевала бронзовую медаль в эстафетной гонке, кроме того была 17-й в гонке на 10 км свободным стилем и 11-й в гонке на 20 км классикой.